# Station Kawcze
Station Kawcze is een spoorwegstation in de Poolse plaats Kawcze.